# Rio Iratinzinho
Der Rio Iratinzinho ist ein etwa 41 km langer linker Nebenfluss des Rio Iguaçu im Süden des brasilianischen Bundesstaats Paraná.

## Etymologie
Iratinzinho bedeutet Kleiner Iratim. Der Rio Iratim 100 km mündet weiter westlich in den Rio Iguaçu. Sein Name kommt aus dem Tupi. Iratim bzw. Irati bedeutet Honigfluss (ira = Honig und ty = Fluss).

## Geografie

### Lage
Das Einzugsgebiet des Rio Iratinzinho befindet sich auf dem Terceiro Planalto Paranaense (Dritte oder Guarapuava-Hochebene von Paraná).

### Verlauf
Sein Quellgebiet im Munizip Bituruna liegt auf 1.077 m Meereshöhe etwa 30 km südöstlich des Hauptorts in der Nähe der PR-170.
Der Fluss verläuft in nördlicher Richtung. Er mündet auf 719 m Höhe von links in den Rio Iguaçu. Er ist etwa 41 km lang.

### Munizipien im Einzugsgebiet
Der Rio Iratinzinho verläuft vollständig innerhalb des Munizips Bituruna.